# Трзање цеви
Трзање цеви је механизам дејства аутоматског и полуаутоматског оружја заснован на директном притиску чауре испаљеног метка на чело затварача, који је забрављен за цев, тако да се заједно крећу уназад. На овом принципу засновани су најстарији типови аутоматског оружја почев од митраљеза Максим из 1884. године, а користи се и данас.

## Механизам дејства
На принципу трзања ради аутоматско оружје код којег се аутоматска паљба постиже притиском барутних гасова, преко дна чауре, непосредно на чело затварача. Према томе шта се под утицајем тог притиска креће уназад, разликују се две врсте аутоматског оружјаː са трзањем затварача и са трзањем цеви и затварача.

### Трзање цеви и затварача
Аутоматска паљба постиже се притиском барутних гасова, преко дна чауре, непосредно на чело затварача, који  се брави на цев. Под дејством силе барутних гасова првог опаљеног метка, цев и затварач се трзају уназад заједно, а затим се затварач раздваја (одбрављује). То заједничко кретање може бити краће или дуже, па и аутоматско оружје мође бити са кратким или дугим трзањем цеви.

#### Кратко трзање цеви
Затватрач аутоматског оружја са кратким трзањем цеви одбрављује се при крају истицања барутних гасова из цеви и у свом даљем кретању уназад извлачи и избацује чахуру, запиње ударну иглу и сабија повратну опругу. За то време цев се, под дејством своје повратне опруге, враћа у првобитни положај. Враћајући се напред (под утицајем своје повратне опруге), затварач захвата следећи метак из оквира, пуни и затвара цев, забрављује се и опаљује следећи метак.
Овом, додуше сложенијом конструкцијом, отклањају се недостаци аутоматског оружја са трзањем затварача, а постиже се и већа брзина гађања. Тако су конструисани многи митраљези и пушкомитраљези (Мадсен) и неке пушке.

#### Дуго трзање цеви
Затватрач аутоматског оружја са дугим трзањем цеви одбрављује се на крају трзања целог трзајућег блока, односно након што зрно и барутни гасови напусте цев. Ова конструкција обезбеђује сигуран рад, али даје мању брзину гађања, јер се трајање циклуса продужава услед задржавања затварача у задњем положају. Примењује се само код неких митраљеза (италијански Бреда) и пушкомитраљеза (француски М1815 Шоша).